# Iberia Express
Iberia Express — бюджетна авіакомпанія, що належить міжнаціональному авіаційному холдингу International Airlines Group (IAG), що почала операційну діяльність 25 березня 2012 року. Штаб-квартира перевізника знаходиться в Мадриді в будівлі батьківської компанії — флагмана Іспанії Iberia Airlines..

## Історія
Про створення Iberia Express було оголошено керівництвом холдингу IAG 6 жовтня 2011 року, компанія створювалася з метою забезпечення комерційних авіаперевезень на ближньо - і середньомагістральних напрямках і сполучення пасажирського потоку з маршрутною мережею далекомагістральних рейсів Iberia Airlines в мадридському міжнародному аеропорту Барахас.
Наприкінці грудня 2011 року біля штаб-квартири Iberia Airlines влаштували пікет пілоти авіакомпанії, стурбовані можливою втратою робочих місць у зв'язку з новостворюваним перевізником. Керівництво компанії пояснило майбутню політику, пов'язану з тим, що частина літаків Іберії будуть передаватися в Iberia Express на нову маршрутну мережу без додаткового набору пілотів і бригад ботпроводників, яким буде запропоновано перехід з магістральної авіакомпанії в її дочірнє підрозділ. Більше того, до кінця 2015 року Іберія планує розширити флот Iberia Express до 40 нових повітряних суден, тому нестачі в робочих місцях, за повідомленням керівництва авіакомпанії, не передбачається. Комерційна модель Iberia Express на першому етапі є планово-збитковим з покриттям витрат бюджетних пасажирських перевезень за рахунок Іберії.

## Маршрутна мережа

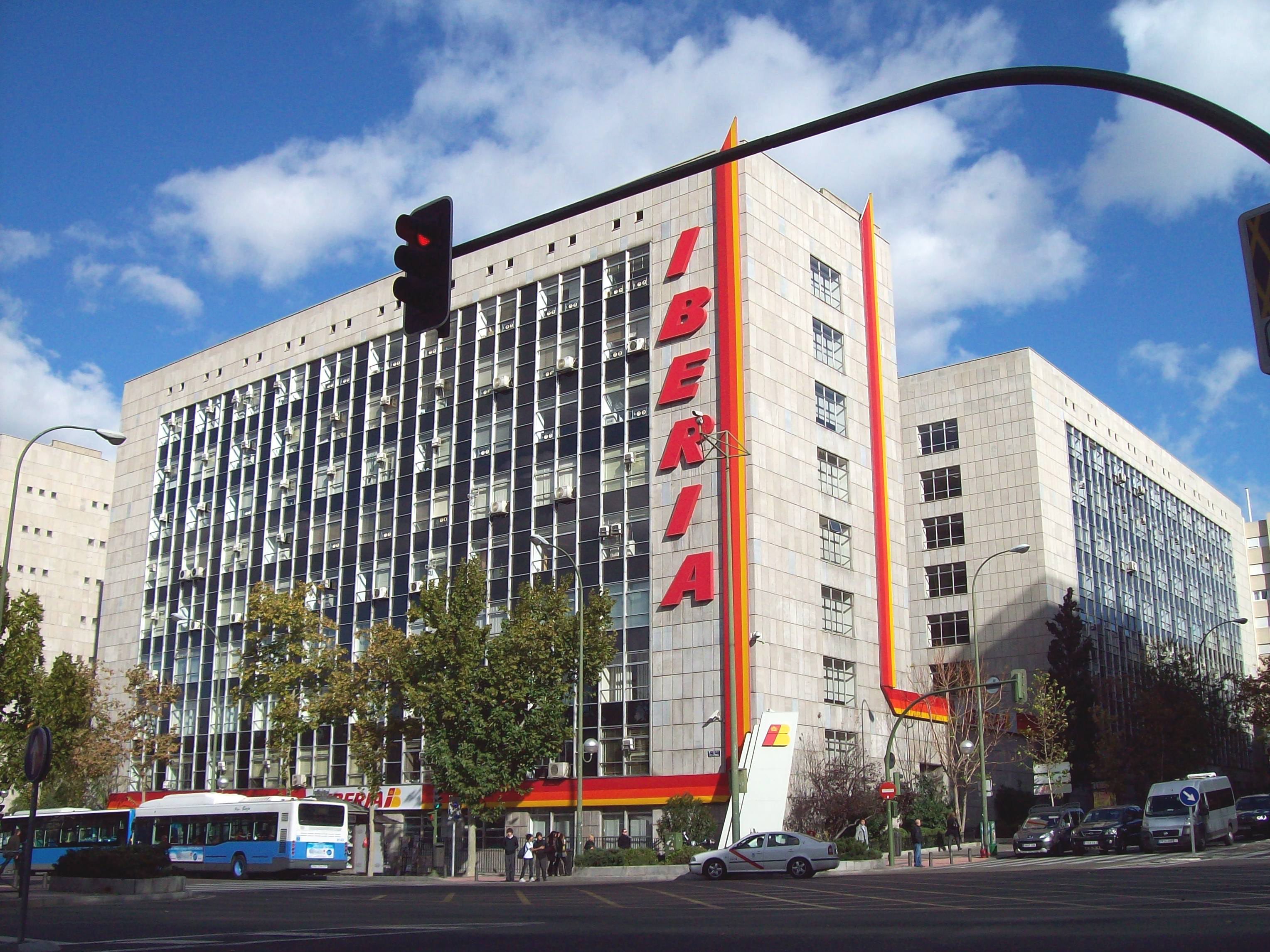
Будівля, в якому розміщуються штаб-квартири Iberia Express і Iberia Airlines (Веласкес-стріт, Мадрид)

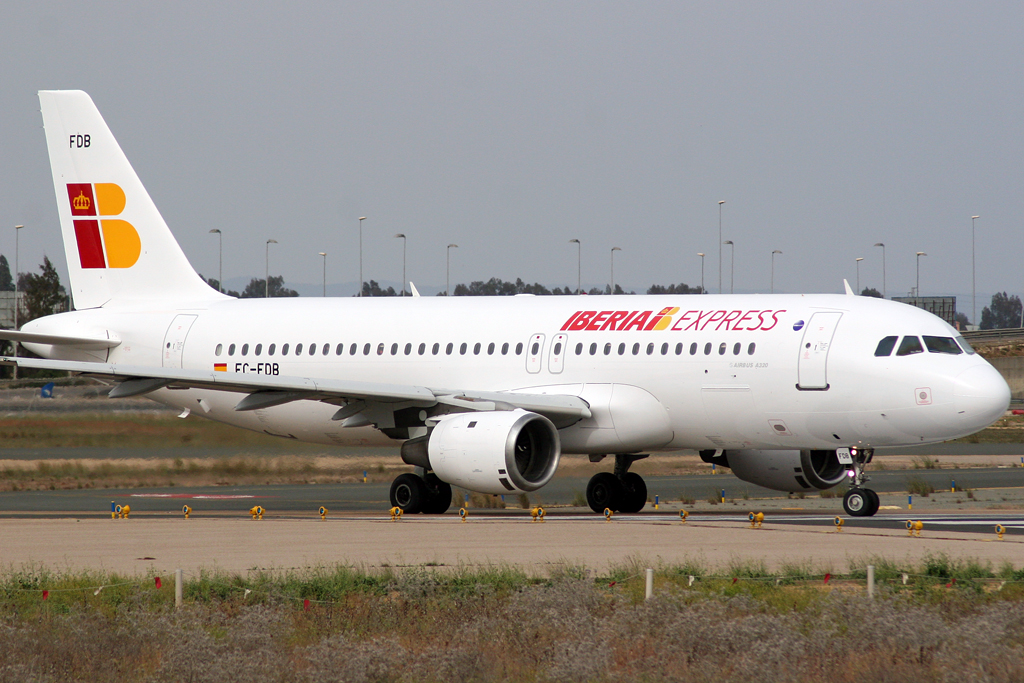
Airbus A320-214 авіакомпанії Iberia Express

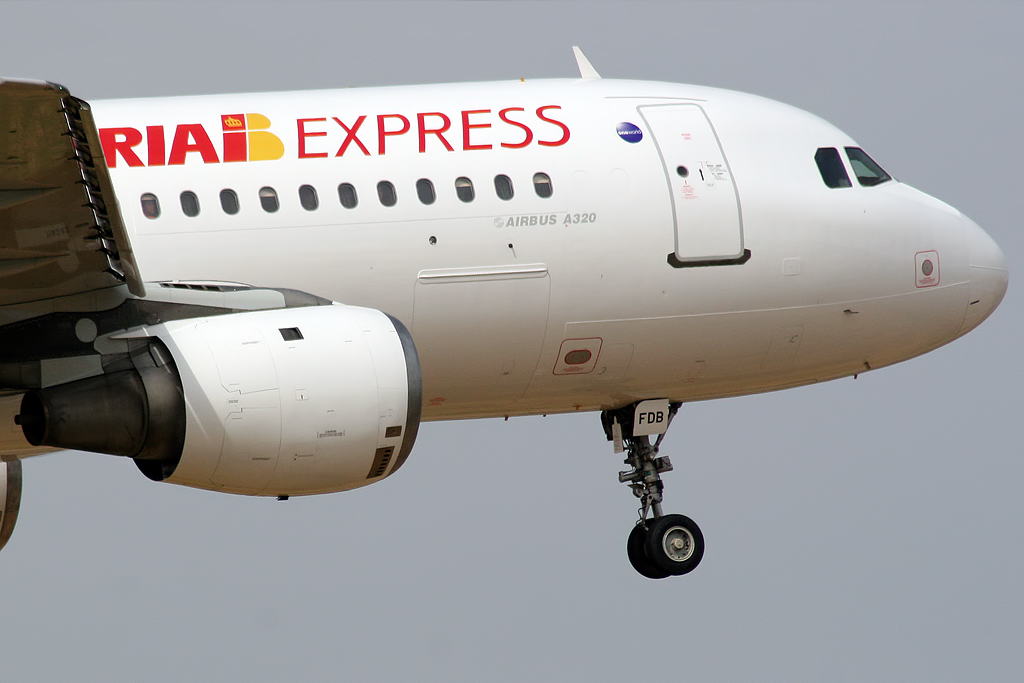
Airbus A320-214 авіакомпанії Iberia Express

У грудні 2013 року маршрутна мережа регулярних перевезень авіакомпанії Iberia Express включала в себе наступні пункти призначення:
внутрішні
- Мадрид — міжнародний аеропорт Барахас, хаб
- Віго — аеропорт Віго
- Сантьяго-де-Компостела — аеропорт Сантьяго-де-Компостела
- Севілья
- Херес-де-ла-Фронтера — Херес аеропорт
- Пальма де Майорка — аеропорт Пальма-де-Майорка
- Ібіца — аеропорт Ібіци
- Аліканте — аеропорт Аліканте
- Малага — аеропорт Малага
- Фуертевентура — Фуертевентура аеропорт
- Пальма — аеропорт Пальми
- Лансароте — аеропорт Лансароте
- Тенерифе — аеропорт Тенерифе-Південний
- Гран Канарія — аеропорт Гран-Канарія

міжнародні:
Дублін — аеропорт Дубліна
Копенгаген — аеропорт Каструп
Дюссельдорф — аеропорт Дюссельдорф
Берлін — аеропорт Тегель
Франкфурт — аеропорт Франкфурт-на-Майні

## Флот
Флот на січень 2019:
| Тип             | В дії | Замовлено | Пасажиромісткість | Пасажиромісткість | Пасажиромісткість | Примітки |
| Тип             | В дії | Замовлено | C                 | Y                 | Разом             | Примітки |
| --------------- | ----- | --------- | ----------------- | ----------------- | ----------------- | -------- |
| Airbus A320-200 | 19    | —         | 18                | 162               | 180               |          |
| Airbus A321-200 | 4     | —         | 14                | 196               | 210               |          |
| Разом           | 23    | —         |                   |                   |                   |          |